# Arkimedes Arguelyes
Arkimedes Arguelyes Rodrigues, né le 9 juillet 1988, est un coureur cycliste russe.

## Biographie
Arkimedes Arguelyes Rodrigues est membre de l'équipe continentale russe Itera-Katusha en 2010. Il participe aux championnats du monde sur route où il se classe 33e de la course en ligne des moins de 23 ans.
En 2011, il est recruté par l'équipe ProTeam Katusha.

## Palmarès
- 2009
  - 1re étape du Tour des comarques de Lugo
  - 1re et 5eb étapes du Tour de Tarragone
  - Volta del Llagostí
  - Tour de Cantabrie :
    - Classement général
    - 1re étape

  - 2e du Tour de Tarragone
  - 3e du Trofeu Joan Escolà
- 2010
  - 1re étape du Grand Prix du Portugal
- 2013
  - 3e du championnat de Russie de poursuite par équipes

## Classements mondiaux
| Année           | 2010 | 2011 | 2012 | 2013 | 2014 |
| --------------- | ---- | ---- | ---- | ---- | ---- |
| UCI Europe Tour | 230e |      |      | 817e | 461e |